# 緬甸華人
緬甸華人，簡稱緬華，緬語中將華人統稱為德佑，是指生長於緬甸或移民緬甸的華人（主要指漢族）。他們是海外華人（華裔）一部份。在人口上，緬甸華人的人口少於其他東南亞國家的華人。儘管官方數字認為緬甸漢族佔緬甸總人口8％左右，但實際數字很可能更高，沒有被統計在內的人包括：混血兒、在清朝因满清镇压而来到缅甸的汉族人後裔、許多為逃避缅族人歧視而瞞報華人身份的緬甸華人、自1990年代以來移居上緬甸的中国大陆新住民（據估計多達250萬人，但由於缺乏可靠的人口普查，不算在內。）截至2024年，緬甸華人人口估計為400-500萬人。
緬甸華人是公認的中產階級族群，在緬甸社會各個層面都有很好的代表性。緬甸華人也在緬甸的商業領域發揮主導作用，把持著緬甸經濟，同時也積極融入緬甸當地主流文化。緬甸華人雖然在經濟上取得較大成功，但長期以來一直受到緬甸政府的嚴重壓迫。緬甸華人中除了果敢華人以外，其民族身分基本不被緬甸政府承認。此外，擁有華人血統的人在緬甸政治舞台上有很強的影響力，其中包括欽紐、奈溫、山友等幾位重要的政治人物。
緬甸華人一般分為閩南人（福建人）、廣府人、客家人和雲南果敢人。閩粵兩省的僑民多數居住於下緬甸，但因1960年代末期至1990年代中期，長期受到緬甸政府的鎮壓、以及對華校教育的打擊，導致2000年以後出生的下緬甸之華人幾乎丧失了中文能力。而上緬甸則不同，因長期的軍閥混亂，又是少數民族族邦，緬甸政府無暇顧及，這也間接性的影響上緬甸的華人文化得以保全。緬北華人的群居地與中國雲南鄰接，受益於地缘政治的影响（其中果敢，勐稳等华人拥有自己的武装与自治区，果敢等华人更是高度自治），一直对中文高度保持着语言及书写能力，大多数目前活跃于中缅两界的以雲南人居多（包括果敢）。

## 词源

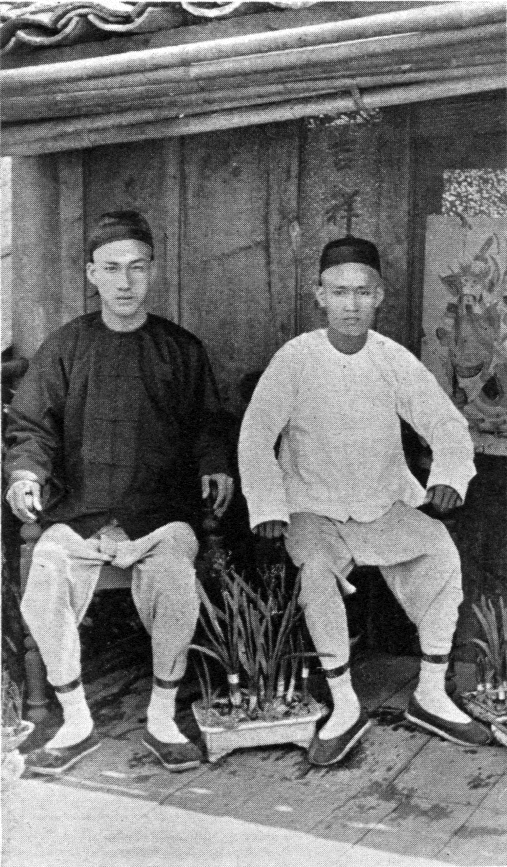
八莫的华人，1900年

在缅甸语中，华人（中国人，尤指汉族）被称作“德佑”（转写Tayoke或tarut，發音：[/təjoʊʔ/]，以前拼写作，转写tarup）。这个词的词源很不明确，最早的记录可以追溯到13世纪的蒲甘时代，最初是指缅甸北部和东北部的土地和土地上的多种民族。关于该词的起源有多种看法：源自汉语中的“突厥”一词；源自南诏首都（今大理市）的古称；源自汉语“大月氏”一词；亦有学者考证称，“德佑”来源于中文的“鞑虏”。缅甸坊间对“德佑”也有着截然不同的解释。缅族民族主义者倾向于认为缅语中“德佑”的写法是经过修饰的，换成另一个字母（即所谓原来的拼写法，发音不变），其意义为“奸人”，他们认为这是因为中缅经贸交流历史上，“相对淳朴”的缅甸人常受中国人商业欺骗而产生的名词。虽然这样的解释并无历史根据，却深入许多缅族人的民心。19世纪以来，“德佑”才作为对汉族的称呼传播开来。
在孟语中，华人被称作Krawk（ကြုက်，/krɜk/）；在掸语中，华人Khe（ၶႄႇ，/kʰɛ2/）。在云南省与掸邦边境地区的佤語中，称呼中国人的词为Hox/Hawx，发音为/hɔʔ/。

## 歷史

### 英國殖民以前
中国人移居缅甸的最早纪录是在宋代和明朝。18世纪，中国商人遍及例如八莫在内伊洛瓦底江城镇以及首都。其中一部分人在阿玛拉普拉定居下来并发展了一个华人社区，在1859年，国王敏东迁都曼德勒时，华人社区是唯一留下来的社区。他们的后代与主体民族通婚并融入当地，成为受人尊敬的当地公民。

### 英國殖民時代

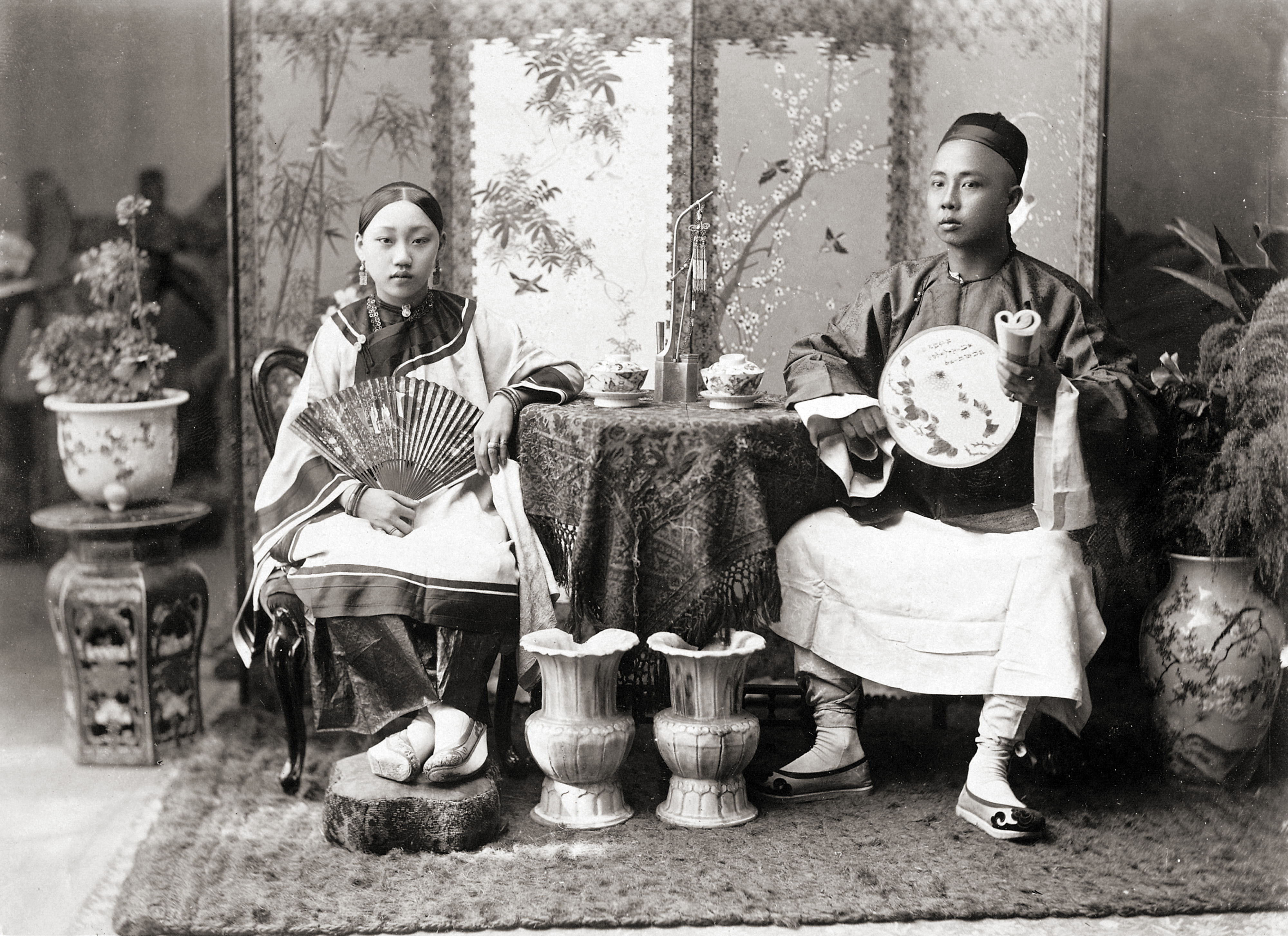
仰光华商及其妻子的肖像

另一波移民潮发生在19世纪英国殖民统治时期。英国鼓励印度人和中国人移民到英屬緬甸，为了糊口和发财的中国人纷至沓来。他们主要是经由英屬馬來亞来到缅甸。中国人很快在高利润的大米和宝石行业中占据了主导地位。许多人成为了批发商或零售商。与英屬马来亚不同的是，缅甸的华人大多来自專業工匠和商人阶层而非體力工。他们的成功反映在民间谚语之中：“像中国人一样挣钱，像印度人一样存钱，不要像缅人一样浪费钱。”。

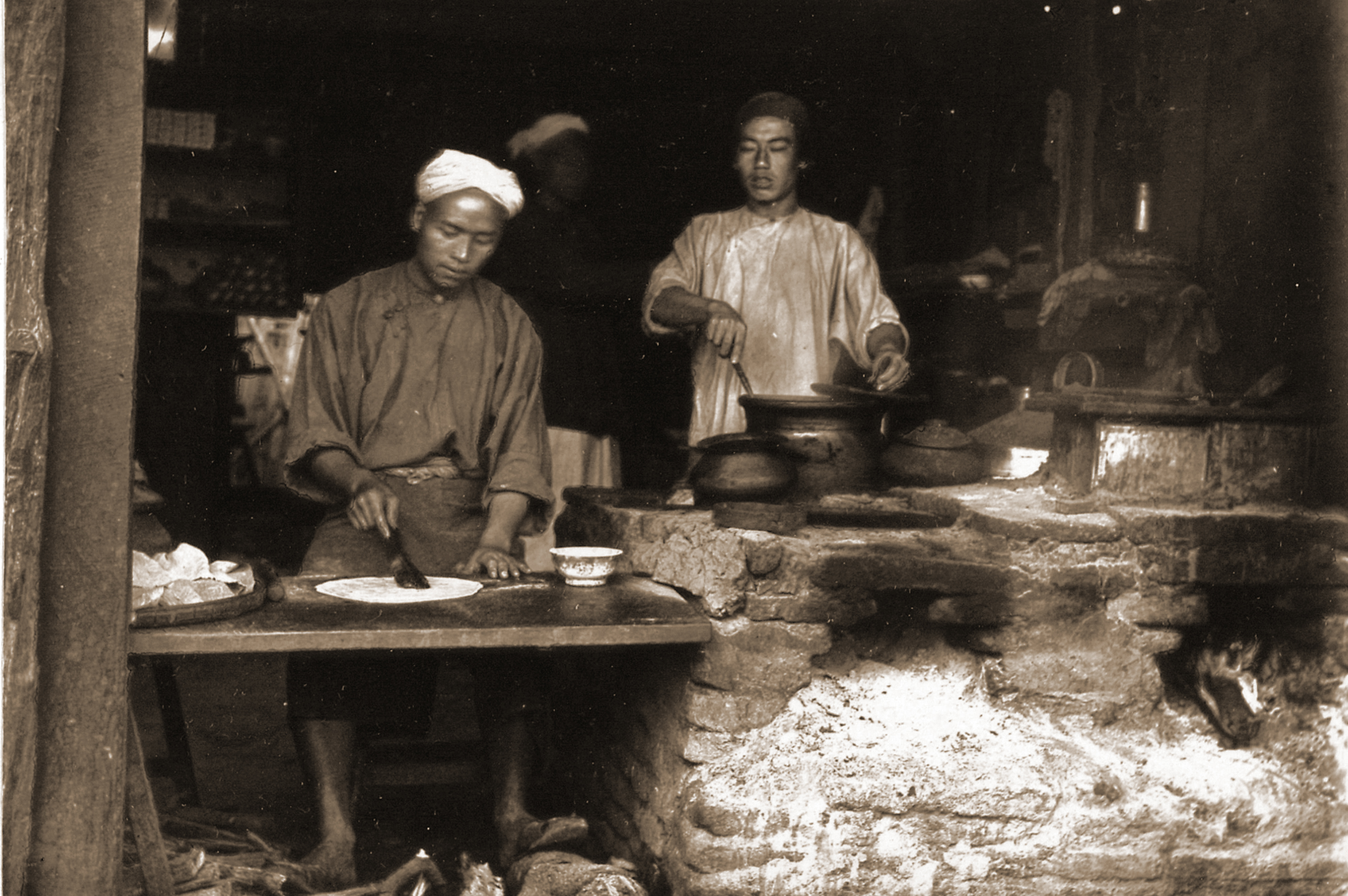
19世纪后期曼德勒唐人街的一家烧饼店

华人能够很好地融入缅甸社会，因为华人也信仰佛教，缅语昵称“胞波”（ပေါက်ဖော်，转写pauk hpaw，意为兄弟）含蓄地表达了这种亲近的关系。在英治时期，中国人和缅甸人的婚姻特别是中国男人和缅甸女人的结合是缅甸最常见的婚姻形式，高等法院根据缅甸佛教法律对中缅婚姻的法律地位提供证明。华人可以说是在缅甸历史上唯一一个受到高度重视的外来民族，不仅是因为古老而不间断的文明，还因为他们的技能和智慧。从1935年到英国结束统治，华人在殖民政府立法机构——众议院中还有议员代表。
1911年，缅甸华侨总数约为421,000人。1921年为819,060人。1931年为983,594人。一般估计，太平洋战争爆发日军侵入缅甸时，缅甸华侨约为130万人。
1927年大革命失败后，一部分中共与国民党左派人士流落到缅甸，缅甸华人华侨共产主义运动由此肇始。1928年10月，马来亚共产党派吴怀世到缅甸开辟工作。1931年1月英属缅甸政府把认定的马共组织成员汤道耕（即艾芜）驱逐出境。1933年5月丘巴宁在仰光成立“励学社”，成员有郑祥鹏、陈杰夫、曾冠英等。1935年，反帝大同盟厦门鼓浪屿区支部书记王琴鹤被派遣到缅甸工作，组织“青年学会”，1937年初被押解出境；杨章熹接替工作。1937年中国抗日战争爆发后，在仰光开设了“生活书店”、“复活书店”、“缅华书报社”等进步团体，传播各种抗日书刊。在仰光华侨青年中发展中华民族解放先锋队（民先队）等群众组织。1938年4月缅甸华侨抗日救亡歌咏团在仰光植德堂成立，团长林亭玉女士，至当年底解散。1938年10月日军登陆大鹏湾，侵占广州，廖承志派遣缅甸华侨林望中回仰光做调查研究，团结进步青年，成功掌握了勃生华侨中学。1939年初吴章彬等成立“黎明歌咏团”，后改称“叱咤合唱团”、1939年底改为缅华救亡歌咏工作者联合会，简称“歌联”。1939年底，为扩大抗日统一战线，缅甸6个华侨社团建立“六联团”，负责人为：“店联”郑定远和冯励冬，“救宣团”（救亡宣传工作团）丘廑兢，“妇协”王一芒，“歌联”吴章彬、杜正平、林育麟，“学联”王英秀、王楚惠，“业余社”陈杰夫和李小涛等。1940年下半年，中共南方局派遣曾在延安中国人民抗日军政大学学习的缅甸华侨李国华返缅建立华侨党组织并与当地本土共产党接触，建立起缅甸华侨中共总支委，总支书记李国华，组织部长林望中，宣传部长郑祥鹏、委员有杨章熹和马共派遣来缅的李华。1941年初的皖南事变为标志的第二次反共高潮后，中共从云南、四川疏散了大批进步文化人士撤退到缅甸，包括徐迈进、张光年（即《黄河大合唱》词作者光未然）、赵沨、李凌、刘惠之、石铭、毕朔望、陶朔玉、任以沛、黄雨秋等，推动了缅甸华侨文教事业发展，并创办了《新知周刊》、《侨商报》。张光年回忆：“1941年2月，即皖南事变后不久，中共南方局和八路军重庆办事处组织大批文人向香港等地疏散的时候，周恩来同志找我亲切谈话。当时我想跟我熟识的一些同志去香港。周恩来同志说服我：‘你不去香港，你去仰光。那里人少，需要一些同志去开辟工作。’”
太平洋战争爆发后，日军准备侵入缅甸。鉴于日本当局在已经控制的印度支那严厉镇压华人华侨，中共南方局指示撤退缅甸华侨抗日力量。缅甸华侨共产党在曼德勒的云南会馆成立“缅甸华侨战时工作宣传队”（简称“战工队”），总领队张光年，队委有魏磊、李凌、赵沨、郑祥鹏、黄雨秋，第一分队队长吴章彬，指导员黄雨秋，负责宣传演出；第二分队队长贾寅鸣（后范正），指导员郑祥鹏，负责后勤和安全保卫（挖防空壕）。“战工队”提出“中缅印英人民团结起来，抵抗日本法西斯侵略，保卫缅甸”的口号，开展对缅甸人、英军、中国远征军的抗日宣传活动，陈杰夫用缅文填词创作了歌曲《保卫缅甸》和《消灭日本法西斯》，用中缅英文印刷散发标语传单“保卫缅甸！”、“中国军队是来支援我们抵抗日本侵略者的！”“中国军队是缅甸的战友！”“民主力量必胜！”“法西斯必败！”等，搞“日寇暴行录”图片展，使用中缅文演讲宣传抗日，在曼德勒的云南会馆前首次在海外公演《黄河大合唱》，缅甸使用英军提供的交通工具到眉苗、叫脉、西保、实皆、腊戍等地巡回演出，到医院慰问中国远征军伤员，为中国远征军提供英文缅文翻译。中国名将杜聿明在回忆中国远征军入缅作战时对缅甸华侨抗日力量表示感谢：“缅甸除先进分子积极支援中国远征军抗日外，一般都抱着观望的态度，反动党派且为日本利用，甘作缅奸，到处进行破坏的活动。同时缅甸人民普遍仇视英军，遇机即杀，造成当时缅战中极其错综复杂的情况。如不是广大爱国华侨积极援助，我军就不免要全军覆没了。”在仰光被日军占领，在缅各华文报纸停刊情况下，1941年12月16日“战工队”在曼德勒创办《侨商报》，刘惠之从旅缅滇籍中上层人士募集办报股金，自任社长、主编，毕朔望任编辑负责收听广播翻译英文电讯，任以沛、徐迈进、石铭、贾寅鸣、陈秀仕等任记者。《侨商报》1942年4月终刊，每期发行千余份。1942年4月3日，向缅北推进的日军轰炸了曼德勒的云南会馆，“战工队”队部的队员李乃、尹坚君、炊事员杨师傅遇难，同时当地霍乱流行，“战工队”遵循中共南方局指示，陆续经八莫，于1942年5月底陆续撤抵昆明，在云南地下党组织和民主人士李公朴、楚图南、郑易斋(云南进步的富商)的帮助下，“战工队”人员每人发给零用钱50元救急，妥善安置到滇军第18师民运队、编入滇西抗日武装、担任教师、调重庆《新华日报》社、回福建原籍、到延安、进入西南联大学习等。
根据聯合國善後救濟總署的说法，第二次世界大战后，流离失所的缅甸华人（战前就已定居缅甸）是东南亚地区人数最多的要求遣送回缅甸的海外华人团体。二战后，郑祥鹏等从延安返回仰光。1948年元旦前“战工队”队员萧岗创办了中国民主同盟缅甸支部，徐四民等华侨上层人士任顾问。萧岗出面创办《人民旬刊》、《人民报》（日报）并任主编。1949年5月，萧岗代表中国民主同盟缅甸支部，陈杰夫代表缅甸华侨共产党经香港转赴北平，参加了中国人民政治协商会议的筹备与中华人民共和国的建国活动。1949年12月，缅甸华侨48个社团，包括缅甸华商商会、华侨店员联合会、华侨兴商总会、华侨妇女总会、华侨学生联合会等，发表通电拥护中华人民共和国中央人民政府。1949年12月16日，缅甸外长正式照会中国外长周恩来，正式承认中华人民共和国。1950年5月萧岗随中华人民共和国首任驻缅甸大使姚仲明从北京来仰光建立中华人民共和国驻缅大使馆，萧岗为大使馆二秘。五十年代中期，随着华侨政策的调整，中共中央决定解散全部海外华侨共产党。缅甸华侨共产党、中国民主同盟缅甸支部完成历史使命，宣布解散。

### 緬甸獨立後
20世纪50年代，缅甸是第一批承认中华人民共和国的国家之一。但是，缅甸政府将缅甸国内的华人被视作外国人。在政府采用的分级公民制度下，缅甸华人只能领到外侨证（FRC）。当中共發動內戰時国軍與许多百姓逃到云南边界的缅甸和泰国。缅甸政府打击进入缅甸境内的国軍，武装迫使他们撤離到台湾；20世纪50年代，针对华人的歧视性政策包括公民身份、政府就业、商业规章和许可证的批准、贷款延期和汇款许可。
1952年，庆福宫的刊物曾估计，居住在拉达镇区Sinohdan路和Maung Khaing街周围的华人占占仰光人口的9.5％。在此期间，缅甸私立华语学校数量大幅增加，主要在缅甸教官话，从1935年的65所增加到1953年的259所，1962年达到顶峰的259所，其中许多这样的学校分属中国国民党派（တရုတ်ဖြူ，意为“白派华人”）或中国共产党派（တရုတ်နီ，“红派华人”）。然而，不到10％的缅甸华人学龄儿童就读华语学校。

### 社會主義時期
1962年，奈温领导了社会主义政变，建立了遵循缅甸式社会主义制度的革命委员会。1963年2月，通过了《企业国有化法》，有效地将所有主要工业国有化，禁止了新工厂的成立。这项法律对许多（特别是那些没有完全公民身份的）工业家和企业家，造成了不利影响。政府的经济国有化计划进一步禁止包括非公民华人在内的外国人拥有土地、汇款、领取营业执照和行医。这样的政策导致了大量缅甸华人移民到其他国家——大约10万华人离开了缅甸。
自己虽然也有华人血统，但奈温却禁止中文教育，并制定了强制华人离开缅甸的其他措施。在1967年中国大陆文化大革命期间，奈温政府煽动对华人的种族仇恨，爆发了针对华人的种族冲突事件。包括华语学校在内的所有学校都被国有化。从1967年开始，一直持续到20世纪70年代，反华骚乱持续爆发，许多人相信政府暗中支持他们。同样，华人商铺被洗劫一空后还被暴徒纵火焚烧。公众的注意力成功地被奈温政府由无法控制的通货膨胀、消费品的稀缺和大米价格的上涨转移过来。1982年《公民法》进一步限制了缅甸华人缅甸公民身份（将公民分为三类：普通公民，准公民和归化公民），严格限制特别是没有完全公民身份的和持有外侨证的华人接受包括医疗、工程、农业和经济在内的高等教育。在此期间，国家经济的衰退和广泛的歧视加速了缅甸华人移民国外。

### 現代
1988年，國家恢復法律和秩序委員會上台，逐步放松政府在经济中的作用，鼓励私营部门增长和外商投资。虽然国家在经济中的自由化作用微不足道，但还是给了华人企业额外的空间来扩大和重申他们的经济实力。如今，大多数零售、批发和进口贸易由缅甸华人经营。举例来说，1985年在仰光唐人街开张的Sein Gay Har连锁集团由客家人张麟科创办。此外，缅甸五大商业银行中的四家——缅甸环球财富银行、佑玛银行、缅甸五月花银行和亚洲财富银行由缅甸华人创办。
如今，大多数缅甸华人生活在仰光、曼德勒、东枝、勃固等城市及其周边地区。虽然主要城市都有唐人街（တရုတ်တန်း; tayoke tan），但华人在全国范围内广泛分布。缅甸北部地区（简称“缅北”）近年来涌入了许多来自中国大陆的工人、贸易商和赌博业人员，尤其是电信诈骗现金网行业十分兴起。而在与中国大陸大面积接壤的克钦邦，标准华语变得比较流行。
在上缅甸，近年来许多来自中國大陆的華人新移民移民到曼德勒省、掸邦和克钦邦。华人现在占曼德勒人口的30％至40％。1984年，曼德勒市中心发生大火，许多华人（其中许多是来自云南的新移民）“廉价”购买了大片房产，这被部分缅甸民族主义者污蔑为“趁火打劫”或“蟒蛇吞噬”的行为。
1988年军政府上台后，華人加速涌入缅甸，但缅甸政府对此并未采取大的限制措施。许多来自云南（部分来自四川）的華人移民在20世纪90年代进入上缅甸，定居在曼德勒。仅1990年代，估计约有25万至30万云南人迁居曼德勒。他们的到来使曼德勒人口大幅上升，从1980年的50万增加到2008年的100万。华人的节日已经牢牢地嵌入到城市的文化日历中。外来华人来到城市，而本地人则迁居郊区，这种差异引发了民族间的紧张关系。
缅甸境外也有大量缅甸华人社区，特别是在臺灣、澳門、香港、新加坡、美國（如纽约市的亨利街）和澳大利亚。臺灣新北市中和区有4万缅甸华人（2008年），是缅甸以外最大的缅华社区之一。
2016年3月，缅甸政府引诱大勐稳的几万名华人以非华人身份加入缅甸籍，以达到彻底同化华人的恶劣效果。该通告没有给出这批变更民族的入籍华人的准确人数，坊间传闻的数字则从六万到十几万不等。这些大勐稳华人在加入缅籍后，将以缅族而不是汉族身份登记入册。

## 祖籍
下緬甸仰光附近的華人主要來自福建省和广东省，而上緬甸曼德勒周圍的華人（包含果敢族）來自云南省。
閩南人和廣東人佔緬甸華人人口的45%。雲南人佔緬甸華人人口的30-40%。

### 閩南人（福建人）

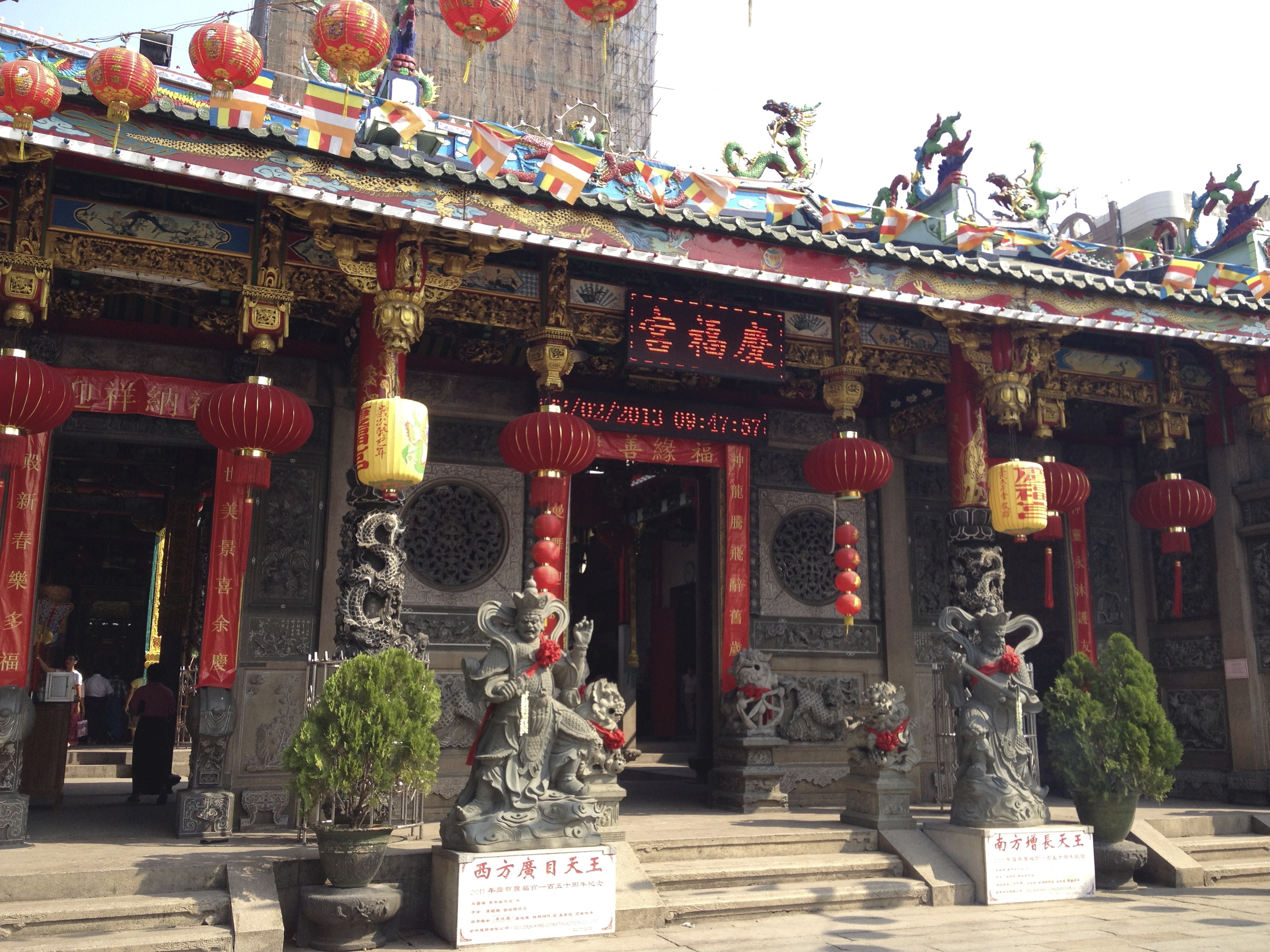
位於仰光的福建裔華人廟宇慶福宮

來自福建省漳州和泉州的閩南人（轉寫eingyi shay；或，轉寫let shay，意為“長衫”）大部分都是貿易商。

### 廣東人（廣府人）

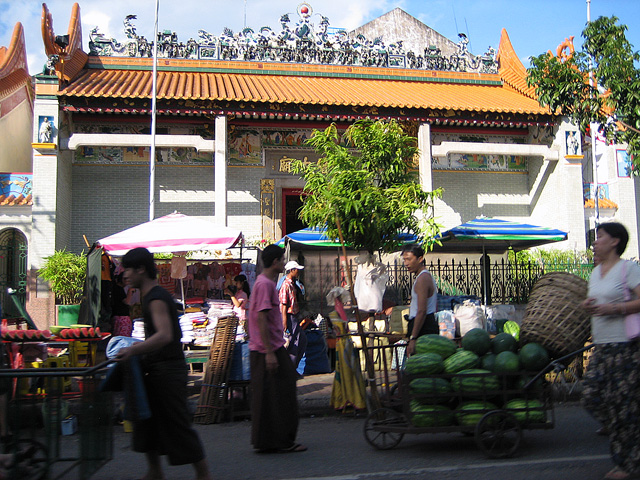
仰光拉達鎮區的觀音古廟由廣東人所創建

來自廣州、肇慶二府的廣府人（緬甸語：轉寫eingyi to或，轉寫let to，意為“短衫”），大部分移民是工匠。

### 客家人
客家人（轉寫zaka，意為“中長衫”）主要來自福建省和广东省，來自福建的客家人稱為eingyi shay haka （緬語：အင်္ကျီရှည်ဟကာ），來自廣東的客家人稱為eingyi to haka （緬語：အင်္ကျီတိုဟကာ）。

### 雲南人

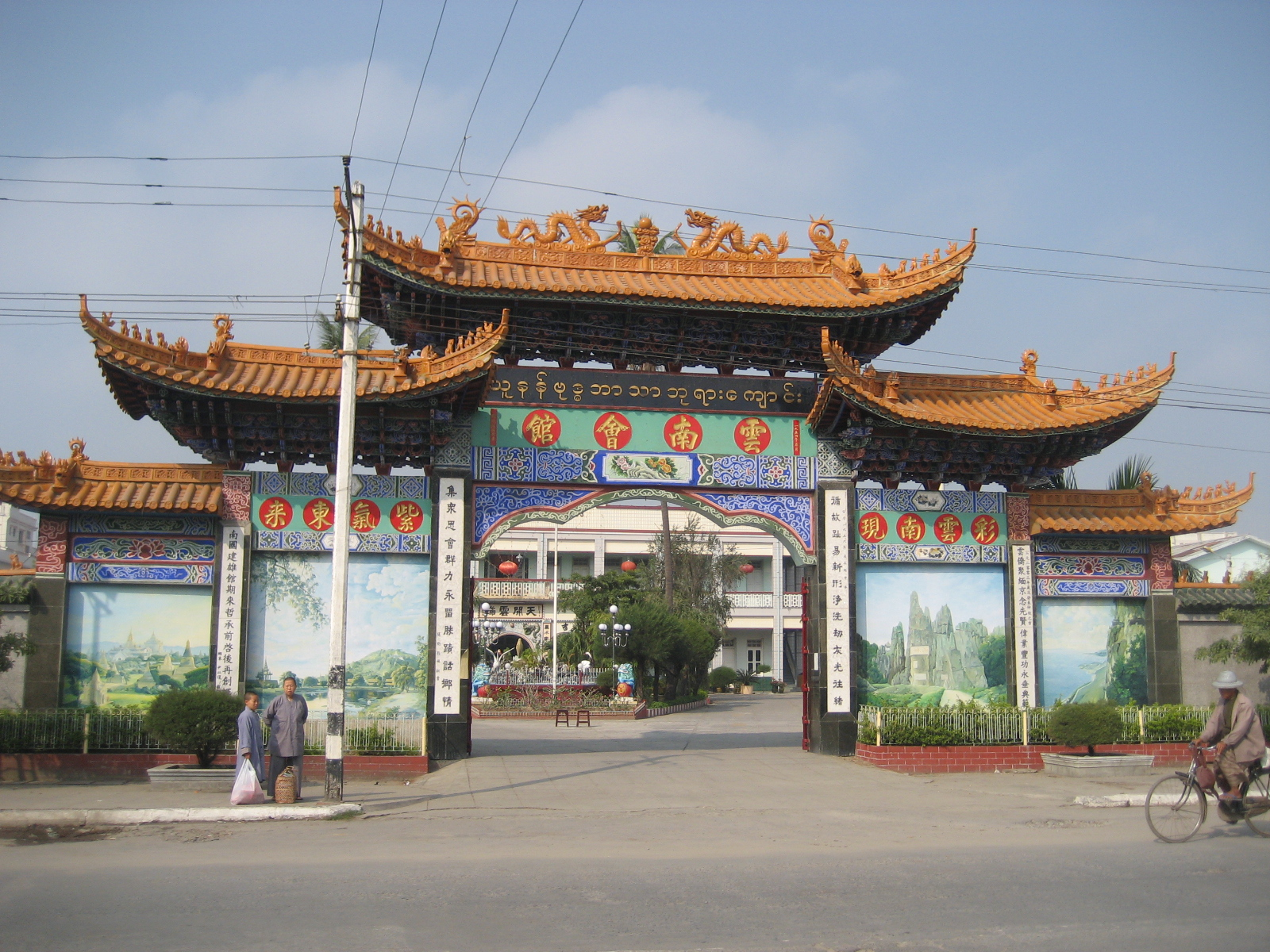
雲南會館，雲南人常常去的佛寺，同時融合了會館，地處于曼德勒市。

雲南人主要分佈在上緬甸和撣邦高原，主要使用漢語西南官話中的雲南話。

### 果敢族
又稱果敢華人，是自明代起世居掸邦果敢地區的汉族後裔，被划分为缅甸官方認可的少数民族之一。果敢地區的文化傳統和語言风俗與中华人民共和国云南省鎮康縣基本一致，使用果敢语（属漢語西南官話）。果敢族雖然在緬甸有少數民族的身份，但也一直受到緬甸政府的壓制。

### 勐穩人
世居于掸邦大勐宜地区的華人，是该地區的主体族群。勐稳人在緬甸的法定民族名称為勐稳白馬（又譯勐稳帛玛），緬甸官方將其視為缅族中的一个分支，然而勐稳人大多不會講緬語，而是使用汉语西南官话，但与邻近的果敢人使用的果敢语亦有区别。

### 中緬混血
中緬混血（轉寫tayoke kabya，其中kabya意為“混血”）為華人與缅甸當地民族混血而成。大部分遵循中華文化，也有緬甸文化而融入緬甸主流社會。而緬甸華人也被認為有一定程度的緬甸土著血統。

### 其他
緬甸境內的撣族於10世紀從中國境內移居緬甸，可能為中國的傣族後裔。而緬甸的克欽人被認為是中國境內景頗族的後代。

## 社會經濟

### 教育
缅甸华人非常重视教育，在缅甸拥有高级学位（医学、工程学或博士学位）的华人比例相当高。若非缅甸政府长期禁止没有缅甸公民身份的人追求高等学位，这个比例会更高。奈温推行1982年的国籍法进一步限制了缅甸华人的缅甸公民身份（该法将公民分为三类：普通公民、准公民、归化公民），严格限制缅甸华人，特别是没有完全公民身份的人，以及持有FRC（外侨证）的人，他们不能接受包括医疗、工程、农业和经济在内的高等教育。许多富裕的华人家庭将子女送到市里的中小学英语学校、中国和新加坡的大学接受教育。目前，许多富裕的华人将他们的子女送往海外，特别是泰国、马来西亚和新加坡接受高等教育。此外，臺灣也是一个主要的目的地，中華民國政府提供援助和奖学金，以吸引海外华人到臺灣学习或定居。
在1963年奈温政府进行大规模國有化改造之前，大部分华人就读于以华语为主缅语为辅的学校，当时著名的华语学校有：
- 緬甸華僑中學（Burma-Chinese High School）
- 緬甸南洋中學（Nanyang High School，现在的巴汉第2基础教育中学（英语：Basic Education High School No. 2 Bahan））
- 仰光華僑小學（Rangoon Chinese Elementary School）
- 仰光集美小學（Kee Mei Elementary School）

奈温政府實施教育國有化後許多华文学校被關閉，即使仍然開設的華文學校，華文學校的学籍依然不被政府承认。

### 就業
历史上，缅甸华人的身份多为商人、像契约劳工（俗称“苦力”）这样的体力劳动者、码头工人、市政工作人员、车夫（人力车和运货马车）。他们也进入了如公务员、大学讲师、药剂师、眼镜师、律师、工程师和医生等领域。

### 貿易和工業

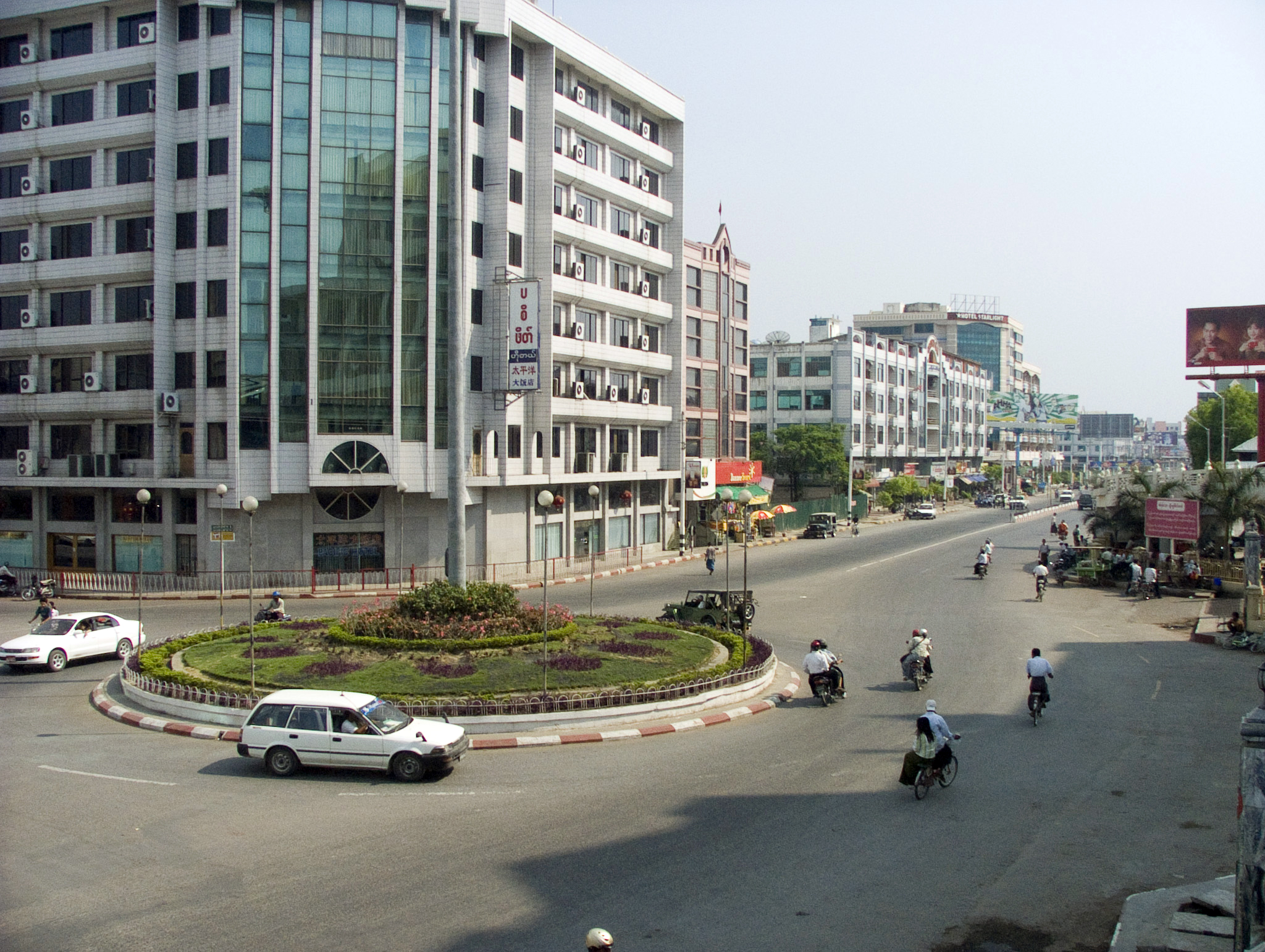
曼德勒是缅甸的主要金融区，也是缅甸华商的商业网络中心。

像东南亚的大部分地区一样，华人企业家从社会各个层面主宰着缅甸商业。精明的华人接管了缅甸的整个经济。缅甸华人在经济上对缅甸土著居民有着巨大的影响力，在维护国家经济活力和繁荣方面发挥着关键作用。在全国各大城市纷纷涌现了以华人为主导的地区。曼德勒是上缅甸的经济和金融中心，也被认为是缅甸商业文化的中心。大量来自云南省的汉族移民涌入缅甸，他们不断地在全国范围内为经济注入活力，使曼德勒称为了今天的贸易中心。流入缅甸经济的大部分外国投资资金都来自中国大陆投资者，并通过缅甸的中国大陆商业网络进行新的创业或海外收购。缅甸华人企业界的许多成员都是缅甸境外中国内地和海外华人投资者的代理人。
自1990年代美国和欧盟实行制裁以来，华人企业家越来越多地参与到曼德勒经济中。随着经济自由化的开始和缅甸自由市场资本主义的兴起，华人更多地投身于商业，他们坚持以“关系”作为商业成功的基准。随着缅甸的新市场转型，中国大陆移民能够在黑市上获得身份证件，一夜之间成为了归化的缅甸公民。 如今，大多数外国出生的华人很容易在黑市上获得缅甸公民卡。大量来自中国大陆的外资流入了房地产市场，因为许多大陆华人能够通过贿赂或通过中间人与缅甸国民（大部分为缅华公民）结婚获得缅甸身份证而避免了外国所有者权限的禁令。如今，几乎曼德勒和仰光的所有商店、酒店、餐馆、金融服务网点和主要的住宅和商业房地产都由缅华把持。
曼德勒的华人人口有多种说法。据全球见证统计，曼德勒人口约30%是华人；美国布鲁金斯学会研究员雷克斯·瑞菲尔则认为华人人口占据曼德勒总人口的40%到50%，和当地缅族人口相当；根据移民与国民登记局（Immigration and National Registration Department）的说法，曼德勒有将近7万中国大陆出生的缅甸国民。华人主导了当地的经济，控制着曼德勒的所有黄金零售店、宝石矿业的特许经营权，以及被英国殖民主义者遗留在郊外，被华人购买的大型维多利亚别墅所环绕的木材贸易公司。宝石和金条是缅甸商品市场上大量销售的商品，也是许多中国大陆外籍企业家和投资者的典型投资商品。曼德勒的其他主要行业还包括体育运动，这个全国普及的足球风靡全城。雅丹纳博足球俱乐部代表曼德勒出战缅甸国家足球联赛。缅甸的华人企业家还参与了丝绸编织、挂毯、玉石切割和抛光、石雕和木雕，大理石和青铜佛像制作、食品、寺庙饰品和饰品，金叶和银叶、服装、制药业、火柴制造、酿造和蒸馏。缅甸华人企业家也与许多大型中国大陆企业集团建立了重工业合资企业。这些行业包括造船、铜、镍、石油天然气、水泥、贱金属、煤炭、化肥、喷气燃料、工业矿产、煤油、钢铁、锡、钨、农业加工、林业、航空、木材和木制品、柚木、大米和建筑材料、机械、运输设备和塑料。缅华企业家也建立了许多合资企业，使石油管道的建设为全国带来了数千个就业机会。 中国的消费电子、啤酒和时装也是大产业。在仰光，福建人经营着柚木采伐、大米和豆类贸易以及食用油生产的中小型家族企业，而广东人则专注于手工制品和类似的手工零售产品的小规模制造业。
1895年至1930年间，缅华企业最初集中在三个行业：经纪、制造和承包。英国殖民统治期间，华人的业务份额从制造业的28.5％降至10％，从经纪业的26.6％至1.8％，承包业的31％至4.3％，而印裔緬甸人则显着提高了经济地位，在这三个行业里控制了更大比例的业务。1895年至1930年间，其他主要行业也有所下降，包括银行和贷款，从33.3％下降至零。贸易从13.3变为12.6％。进出口贸易、开采、配送供应和商业伙伴关系的市场份额也出现类似下降。然而，华人在铣削方面的份额从0％上升到4.5％，代理商从13.3％上升到15.6％，店面销售额从6.7％上升到18.3％，批发从12.3％上升到13.1％。在缅甸的47家碾米厂中，有13％是由华人控制，用于大米出口加工。在19世纪的最后几十年里，华人转向农村放贷。华商还经营非法鸦片馆、赌场、茶馆和酒类商店，并担任销售石油产品的代理人。
随着华商的资金变得更加充裕，他们经常汇集大量的种子资金，与华侨华人和世界各地的投资者合资开展业务。不过，大多数人留在缅甸，或者集中精力在周边的东南亚市场，如马来西亚、新加坡和泰国，也包括、中国大陆、香港、澳門和台湾在内的大中华区市场。对于缅甸华人来说，企业的成功和创业活力归功于灵活适应不断变化的商业环境和经济气候的能力、强烈的获取财富的欲望、人际网罗技巧、风险承担、技术性技巧，商业环境中逻辑、理性和谨慎的思考、销售能力等等。为了保护华商的经济利益，缅甸华商商会作为同业公会、协会、商业联络中心和游说团体为当地的缅甸华商服务。最引人注目的是，马来西亚商业巨头郭鶴年把曼德勒和仰光转变为缅甸最大的中缅商业网络和交易的经济中心。对于小型企业和初创企业而言，许多个体经营的缅华小企业在销售从中国大陆进口的廉价自行车轮胎方面做得很好。私人经营的矿石开采也是缅甸的一个大型产业，许多特许经营权由缅华企业家控制。目前，缅甸蓬勃发展的宝石行业完全掌握在中国大陆的手中，从金融家、特许经营者到拥有大量新开的宝石市场的商人等各个层面。自20世纪90年代宝石行业私有化以来，缅华珠宝商和企业家将缅甸宝石产业转变为销售令人垂涎的昂贵首饰的新零售珠宝店。2011年6月发生了一起引人注目的事件，在一场中国和缅甸商人的争斗中，一个宝石市场被迫关闭。据称，缅甸和中国商人卷入了一场价值5300美元的交易纠纷中。
缅甸华人企业家不仅在大企业领域占主导地位，他们也是中小企业界的主导者。缅甸华人主导了自行车轮胎销售、汽车配件、电器设备、纺织品、贵金属、机械、铁器、五金、印刷和装订、书籍和文具、纸张和印刷油墨、剪裁和干洗、珠宝、英语辅导和钱币兑换店等多个典型的行业。餐厅、酒吧、咖啡馆、赌场、啤酒厂、夜总会、酒店和卡拉OK酒吧也是华人常见的私产。华人主导了合法与毒品等非法贸易。华人实业家如羅星漢与觉温（Kyaw Win）继续控制着主要银行、航空公司、柚木采伐公司和宝石矿业的特许经营权。羅星漢的儿子罗秉忠也是一位着名的商人。他掌管着缅甸最大的公司集团——亚洲世界集团，该集团的投资包括集装箱航运、港口建筑和收费站。罗秉忠也拥有了体育产业, 他是馬圭足球會的大股东。
中国大陆、德国和法国的外资参与了缅甸全国的建设项目。中国大陆为缅甸经济注入了大量的投资，除了为新启动的基础设施项目提供种子资金外，还为缅甸经济提供了大量的中国大陆商品。在这些基础设施项目中，有很多都是出自中国大陆建筑承包商和土木工程师之手，其中包括灌溉大坝、公路、桥梁、卫星地面站，以及曼德勒的国际机场等大型建筑工程。
在缅甸华人变得富有的同时，占多数的缅甸本地人逐渐远离市中心，迁往较为贫穷的地区生活。受缅甸政府镇压而流离失所的缅甸北部少数民族群众，也清楚地意识到，相较于缅族人，他们更加无法与华人在商业中竞争。在20世纪90年代的缅甸房地产热潮中，华人房地产投资者的建设和投机导致房地产价格翻了一番，使得缅族为主的本地人离开祖屋，搬到城市边缘贫困的棚户区。由于缅族人在缅甸的商贸中没有得到实质性的商业权益，以缅族为主的缅甸多数人的潜在怨恨和嫉妒一直在积累。缅甸华人手中增长的经济影响力引发了部分缅族人的不信任、怨恨和反华敌意。 几十年来的市场自由化没有为大多数缅甸本地人带来预想的经济利益，反而导致了大多数下层阶级的固化，其中许多人仍然从事农村农业生产或非法的柚木走私。许多因缅甸镇压而流离失所的缅北少数民族和山地部落也更多聚居生活在曼德勒郊区贫困的棚户区内。缅甸本地人的贫富悬殊和赤贫导致了敌对情绪。

## 文化

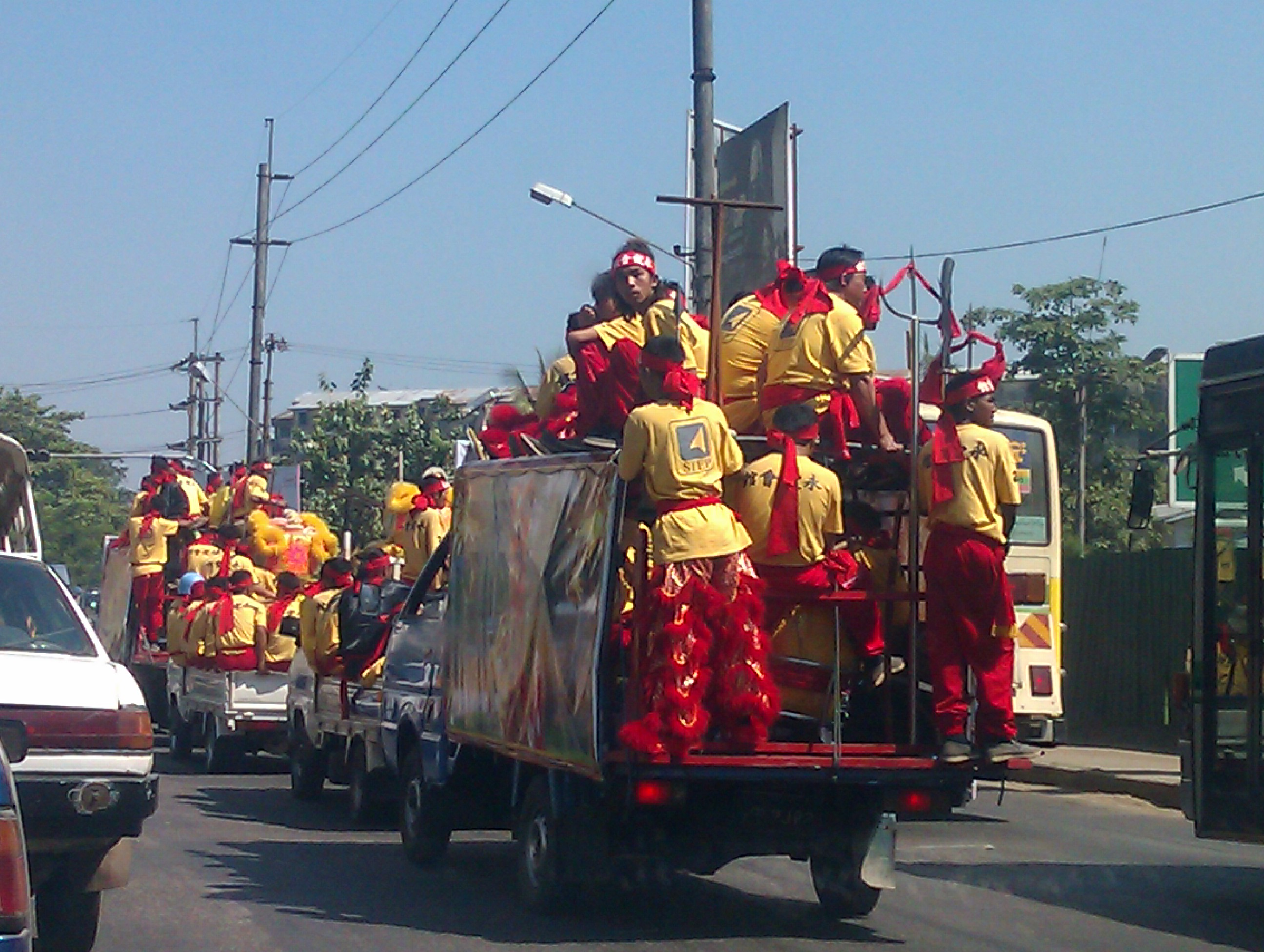
仰光華人青少年慶祝農曆新年

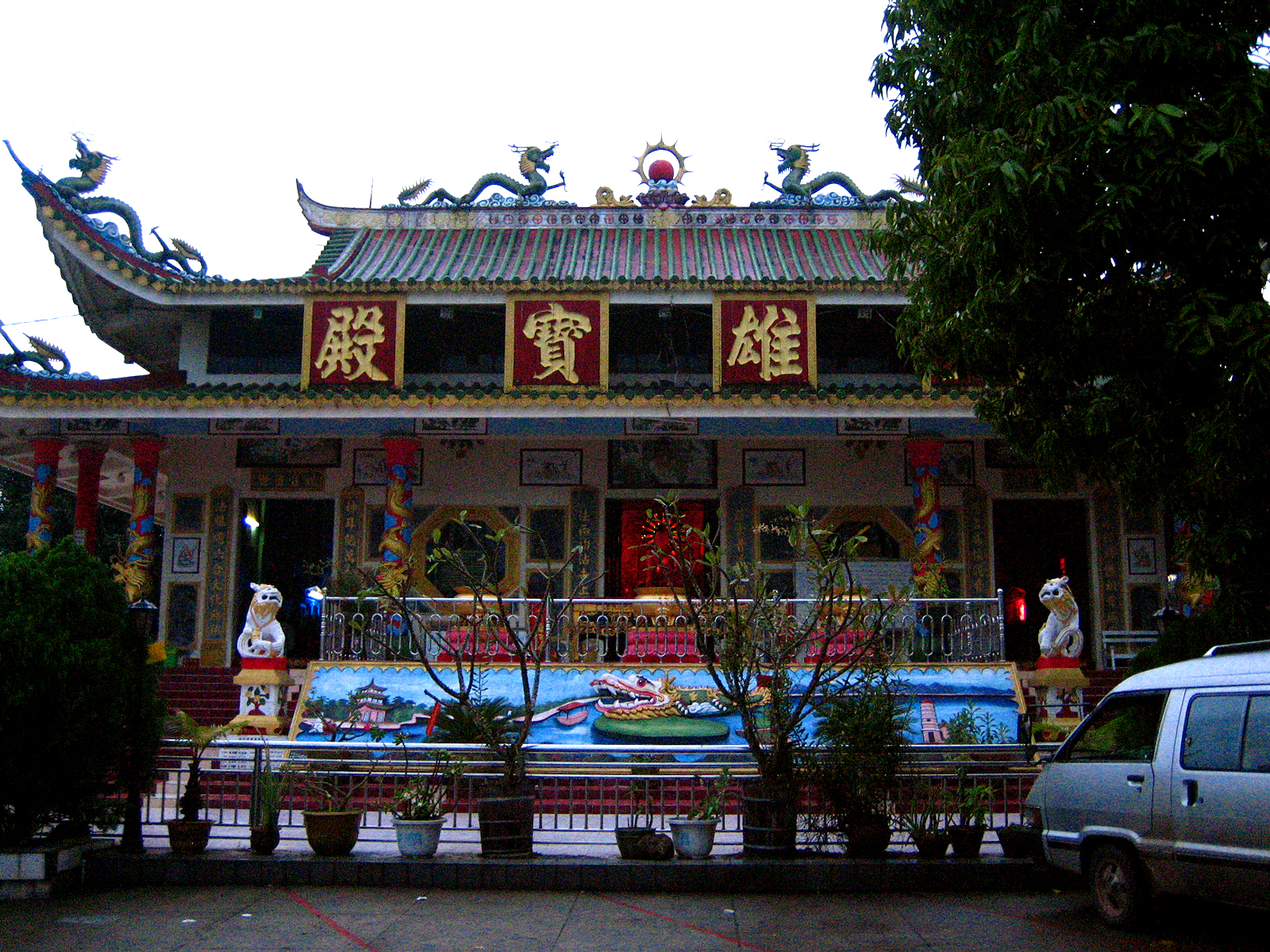
勃固的觀音寺不僅為為華人宗教禮拜場所同時也是教授漢語官話的地方

### 語言
多數緬甸華人以方言為母語，受過高等教育的人也會講标准华语和英語。不同漢語的使用依然存在；使用閩南語的華人主要在仰光和下緬甸，使用粤语台山話和汉语西南官话的華人主要在上緬甸。在奈溫總統執政期間（1962 - 1988年）禁止中文學校教授漢語書面語，導致華人學生的漢語書面語程度下降。由於近年来中国大陆崛起，華語的重要性增加，中文學校的數量又再次增加。

### 宗教

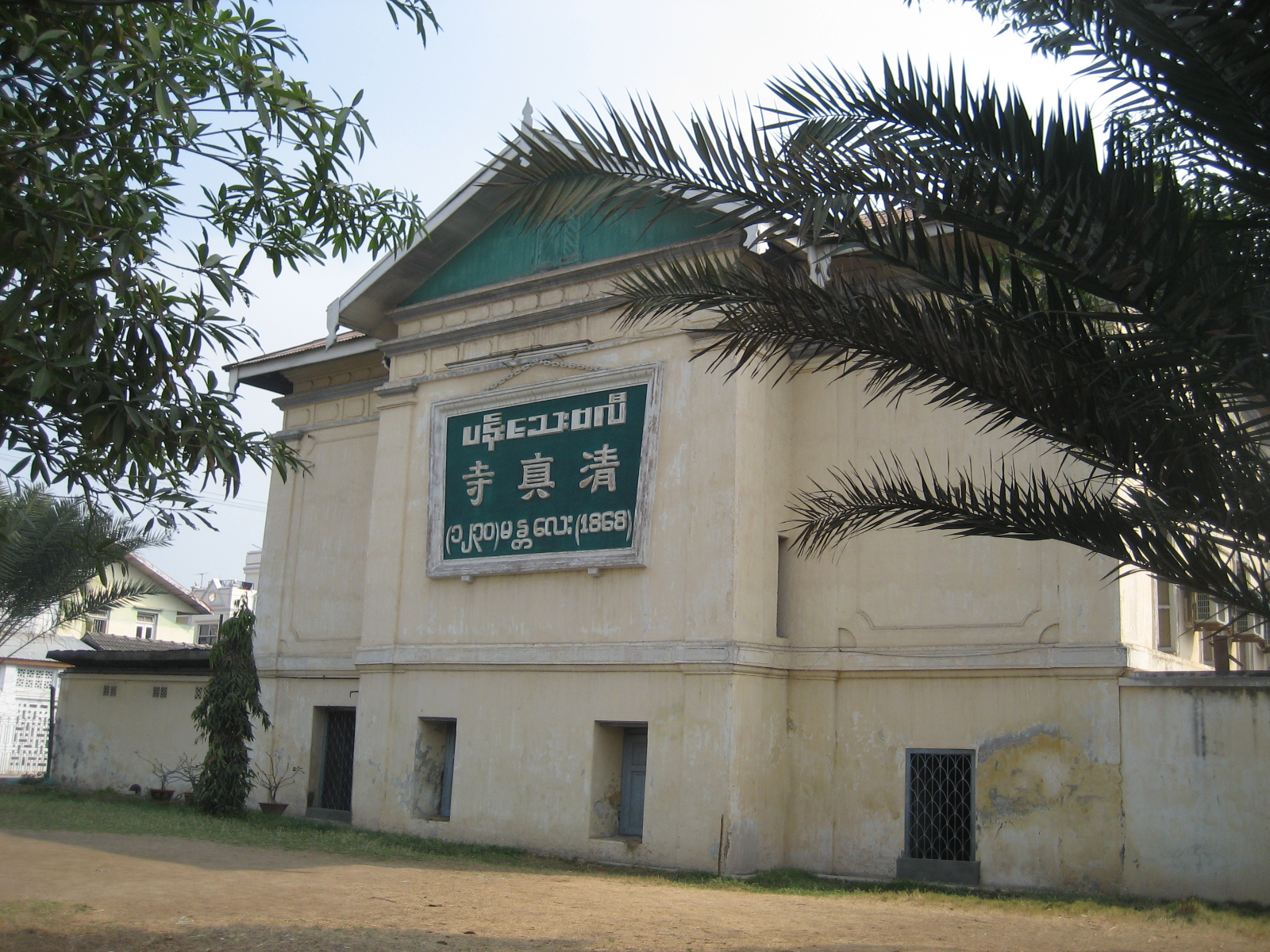
曼德勒的潘泰人清真寺

緬甸華人基本遵奉儒教（家里会设祖宗牌位， 天地君亲师位及各路家神牌位）传承下来大部分汉族古传统 祭祀活动等。 相对于全世界大部分华人社区包括中国大陆 保留下了大部分汉族传统文化 儒教信仰祭祀活动。 也有信奉大乘佛教和道教，如崇拜觀音。在仰光，著名的華人廟宇有福山寺、慶福宮（供奉觀音和媽祖）和觀音古廟（供奉觀音）。
潘泰人或回族穆斯林信仰伊斯蘭教。

### 姓名
緬甸華人有緬甸名字，許多人也有中文名字。以各種漢語為名，通常使用語音翻譯，將其譯成緬甸語。然而，語言之間轉換的差異確實存在，一些緬甸華人不選擇採用類似的緬甸和中文名字，因為緬甸人缺少姓氏。根據仰光龍山堂宗族協會的統計，仰光前十個最常見的中文姓氏有：
1. 李（Lee/Li）
2. 彭（Peng/Pang）
3. 時（Shi/See/Si）
4. 董（Dong/Tung）
5. 閔（Min/Man）
6. 牛（Niu/Ngau）
7. 邊（Bian/Pian/Pin）
8. 辛（Xin /Hsin）
9. 關（Guan/Kwan）
10. 許（Xǔ /Khaw）

### 饮食
緬甸中國菜以傳統中國菜（主要為闽菜、粵菜和雲南菜）為基礎並融合緬甸當地菜餚特色。常用薑黃，辣椒等香料烹調。此外，也使用酱油、豆腐、豆芽、鹹菜和乾蘑菇。時至今日，緬甸中國菜被視為緬甸料理的一部分而非異國饮食。
- 包子（Pauksi）
- 烤鴨（Bèkin）
- 油條（Igyakway）
- 炒飯（Htamin kyaw）
- 月餅（La mont）
- 米線（Mi shay）
- 面线（Mi swan）
- 粥（San byoke）
- Khauk swè（英语：Khauk swè）: 潘泰式炒麵

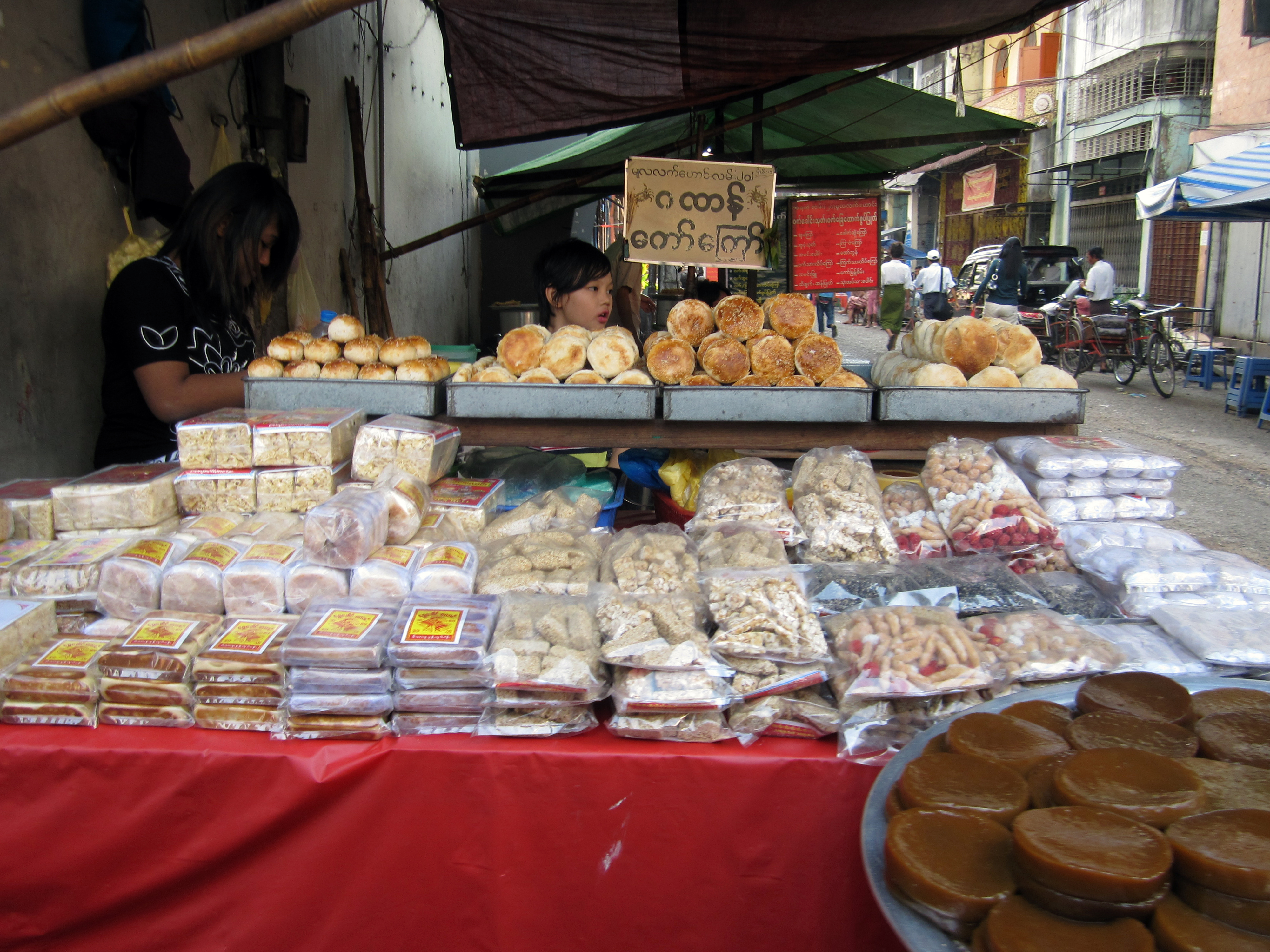
仰光拉達鎮區街頭販賣的年糕和各式麵包

- Sigyet khaukswè（英语：Sigyet khaukswè）: 雞肉麵拌上熱油
- kyay o: 米粉湯

## 著名緬甸華人
- 胡文虎：著名商人，星島日報創辦人。
- 朱劍輝：樂隊China Blue團長、貝司手，有凰音樂創辦人。
- 羅星漢：前緬甸軍閥，已故企業家。
- 坤沙：原名張奇夫，有「鴉片大王」稱號。
- 葉俊鑫：緬甸軍閥。
- 潘繼澤：跨國房地產公司Serge Pun＆Associates Group和緬甸銀行佑瑪銀行（Yoma Bank）的董事長。
- 徐四民：港區全國政協常委、《鏡報》月刊創辦人
- 高明駿：台灣出道歌手。
- 朱玲玲：1977年香港小姐冠軍。
- 趙太祥：台灣第四屆超級偶像第九強。
- 譚俊榮：現任澳門駐布魯塞爾歐盟經濟貿易辦事處主任和澳門駐里斯本經濟貿易辦事處主任，2014年至2019年間擔任澳門社會文化司司長，2009至2014年間擔任澳門特區行政長官辦公室主任，1999年澳門回歸至2009年間擔任社會文化司司長辦公室主任。
- 彭家声：前果敢特区将领，外號“果敢王”。
- 趙德胤：國際著名緬甸導演，英文名Midi Z。
- 林明贤：海南人，原缅共人民军八一五军区司令，缅甸掸邦东部第四特区创始人及第一任特区政府主席。
- 鲍有祥：佤族，缅甸第二特区佤邦政府主席、佤邦联合党总书记、佤邦联合军总司令
- 昂季（英语：Aung Gyi）：中文名叫陈天旺，曾任缅甸国防军副总参谋长、民主联盟主席。
- 陈裕才（英语：Tan Yu Sai）：缅甸社会主义时期政府官员，1962年政变军事领导人。
- 釋昭慧：俗名盧瓊昭，法名昭慧，生於緬甸仰光，台灣佛教比丘尼，師承印順法師。為佛教弘誓學院創辦人。
- 邓家希：缅甸舞蹈员，2021年因参与反政变示威中被警方击毙。
- 白英·他空：緬甸演員、歌手、模特兒，2021年因參與反政變示威而被緬甸軍政府逮捕。